# Tritia
Genre
Tritia est un genre de mollusques gastéropodes marins de la famille des Nassariidae.

## Liste d'espèces
Selon World Register of Marine Species (11 déc. 2020) :
- Tritia burchardi (Dunker, 1849)
- Tritia caboverdensis (Rolán, 1984)
- Tritia conspersa (Philippi, 1849)
- Tritia coralligena (Pallary, 1900)
- Tritia corniculum (Olivi, 1792)
- Tritia cuvierii (Payraudeau, 1826)
- Tritia denticulata (A. Adams, 1852)
- Tritia djerbaensis Aissaoui, Galindo, Puillandre & Bouchet, 2017
- Tritia elata (Gould, 1845)
- Tritia elongata (Bucquoy, Dautzenberg & Dollfus, 1882)
- Tritia ephamilla (R. B. Watson, 1882)
- Tritia frigens (E. von Martens, 1878)
- Tritia gibbosula (Linnaeus, 1758)
- Tritia goreensis (Maltzan, 1884)
- Tritia grana (Lamarck, 1822)
- Tritia heynemanni (Maltzan, 1884)
- Tritia incrassata (Strøm, 1768)
- Tritia lanceolata (Bucquoy, Dautzenberg & Dollfus, 1882)
- Tritia lima (Dillwyn, 1817)
- Tritia louisi (Pallary, 1912)
- Tritia miga (Bruguière, 1789)
- Tritia mutabilis (Linnaeus, 1758)
- Tritia neritea (Linnaeus, 1758)
- Tritia nitida (Jeffreys, 1867)
- Tritia obsoleta (Say, 1822)
- Tritia ovoidea (Locard, 1886)
- Tritia pallaryana Aissaoui, Galindo, Puillandre & Bouchet, 2017
- Tritia pellucida (Risso, 1826)
- Tritia pfeifferi (Philippi, 1844)
- Tritia recidiva (von Martens, 1876)
- Tritia reticulata (Linnaeus, 1758)
- Tritia senegalensis (Maltzan, 1884)
- Tritia tavernai Cossignani, 2018
- Tritia tenuicosta (Bucquoy, Dautzenberg & Dollfus, 1882)
- Tritia tinei (Maravigna, 1840)
- Tritia tingitana (Pallary, 1901)
- Tritia trivittata (Say, 1822)
- Tritia unifasciata (Kiener, 1834)
- Tritia varicosa (W. Turton, 1825)
- Tritia vaucheri (Pallary, 1906)

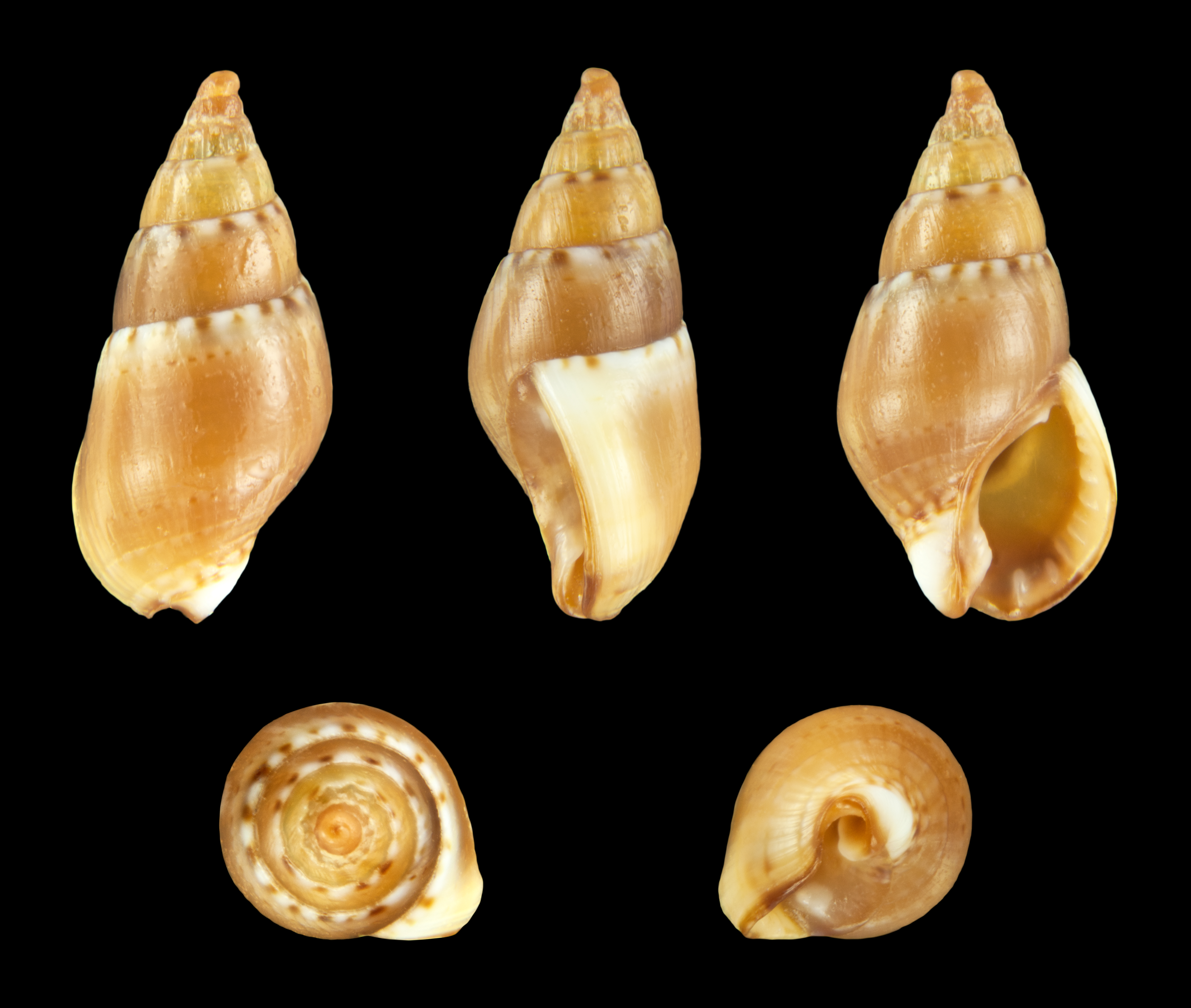
Tritia corniculum var. minor
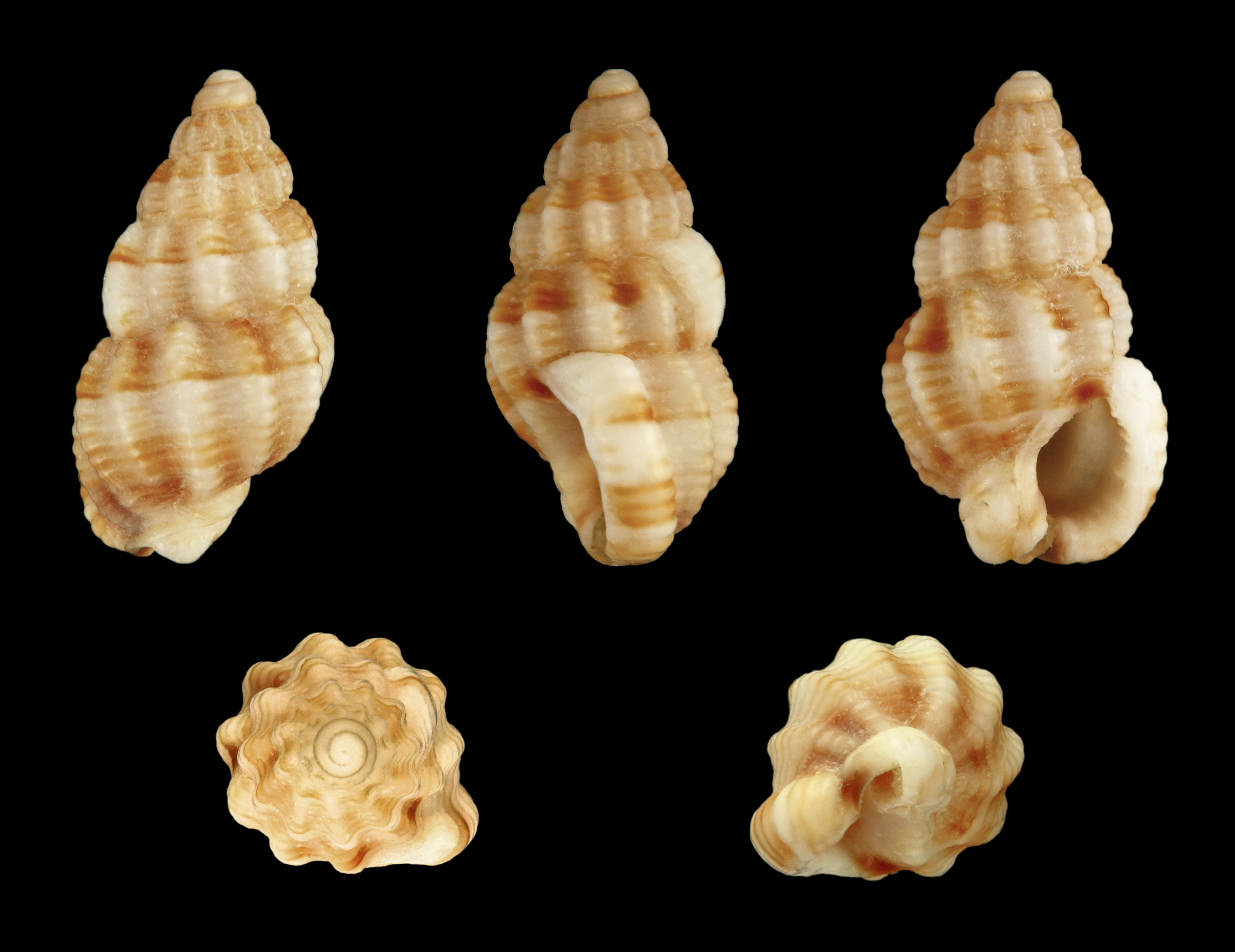
Tritia goreensis
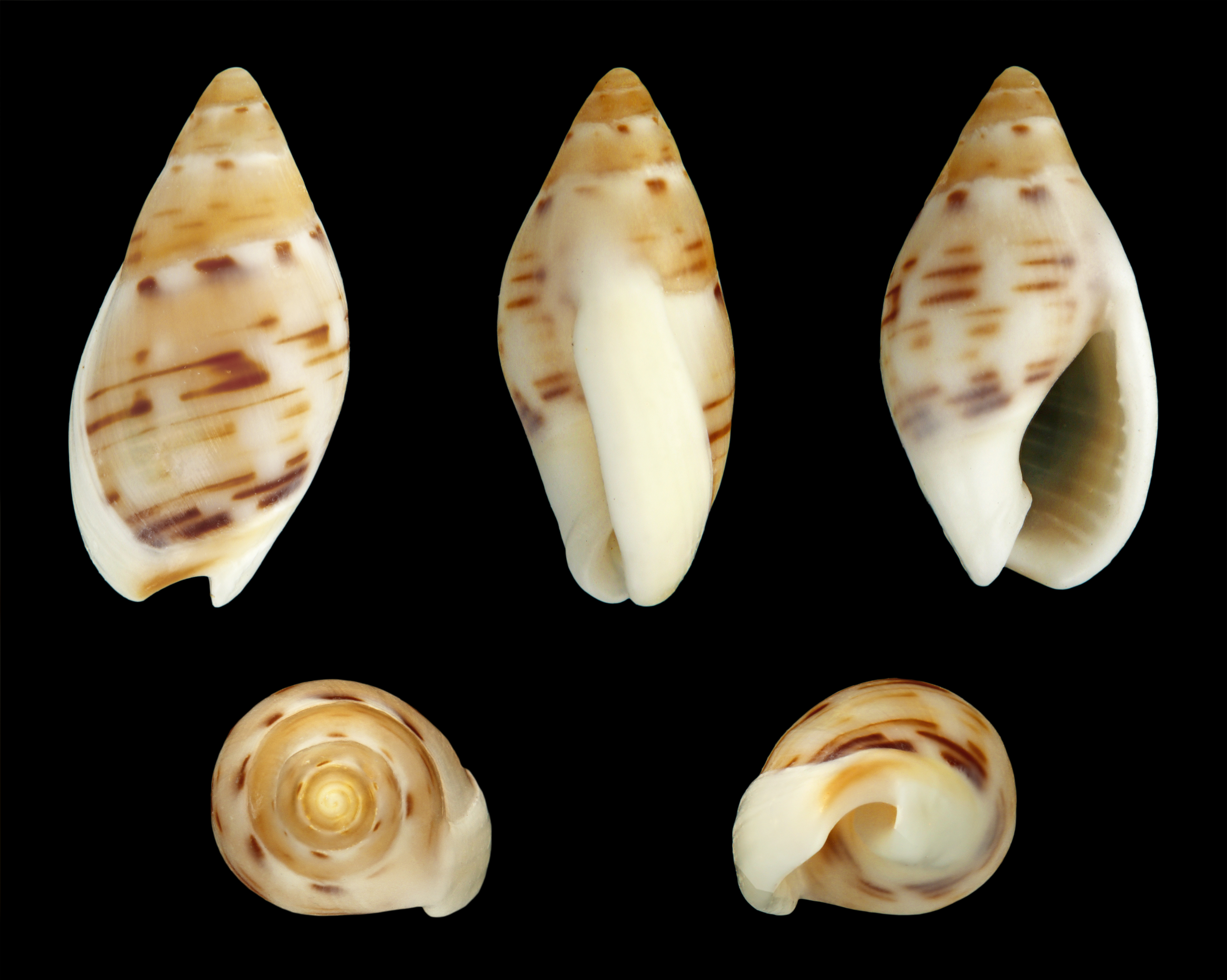
Tritia grana
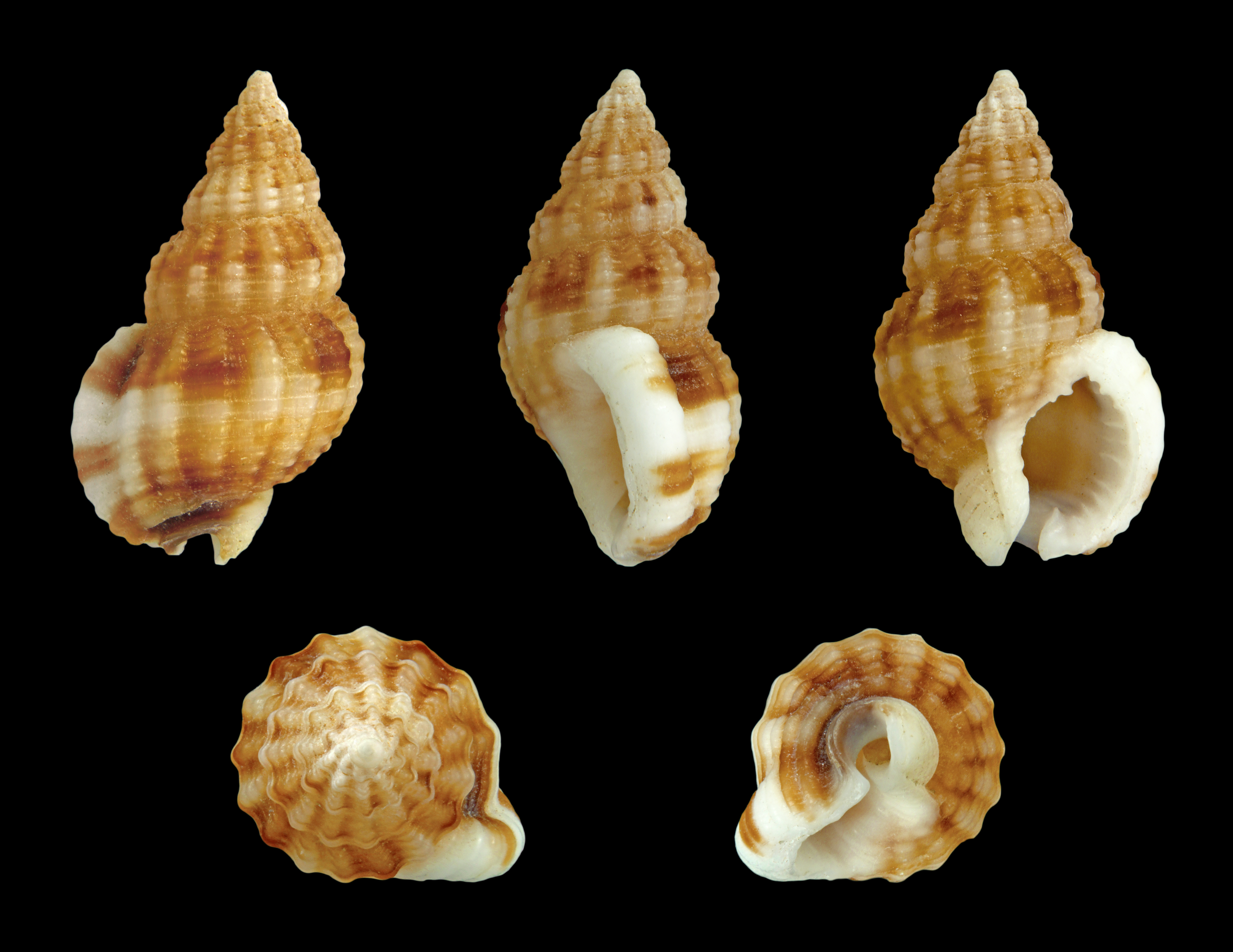
Tritia incrassata
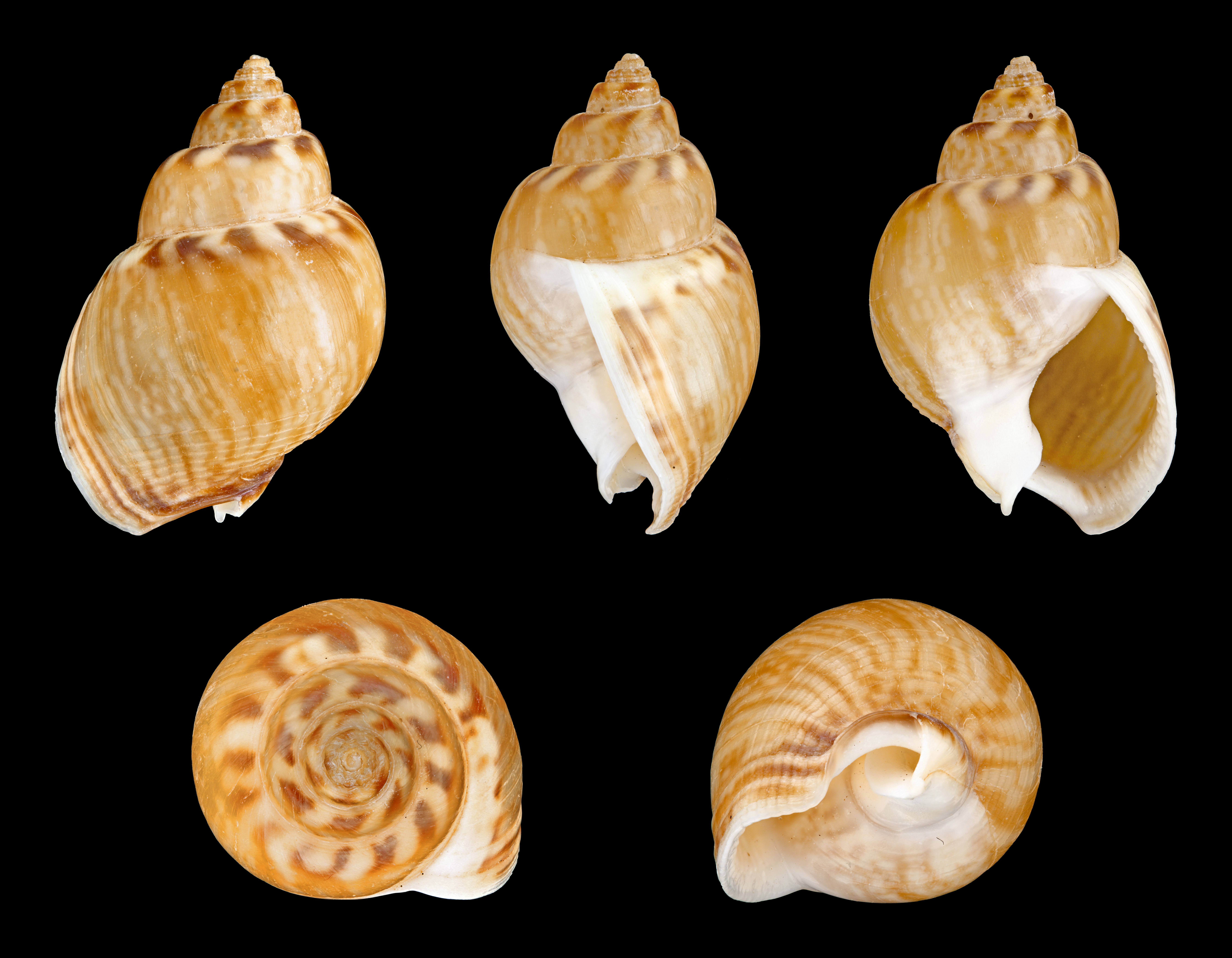
Tritia mutabilis
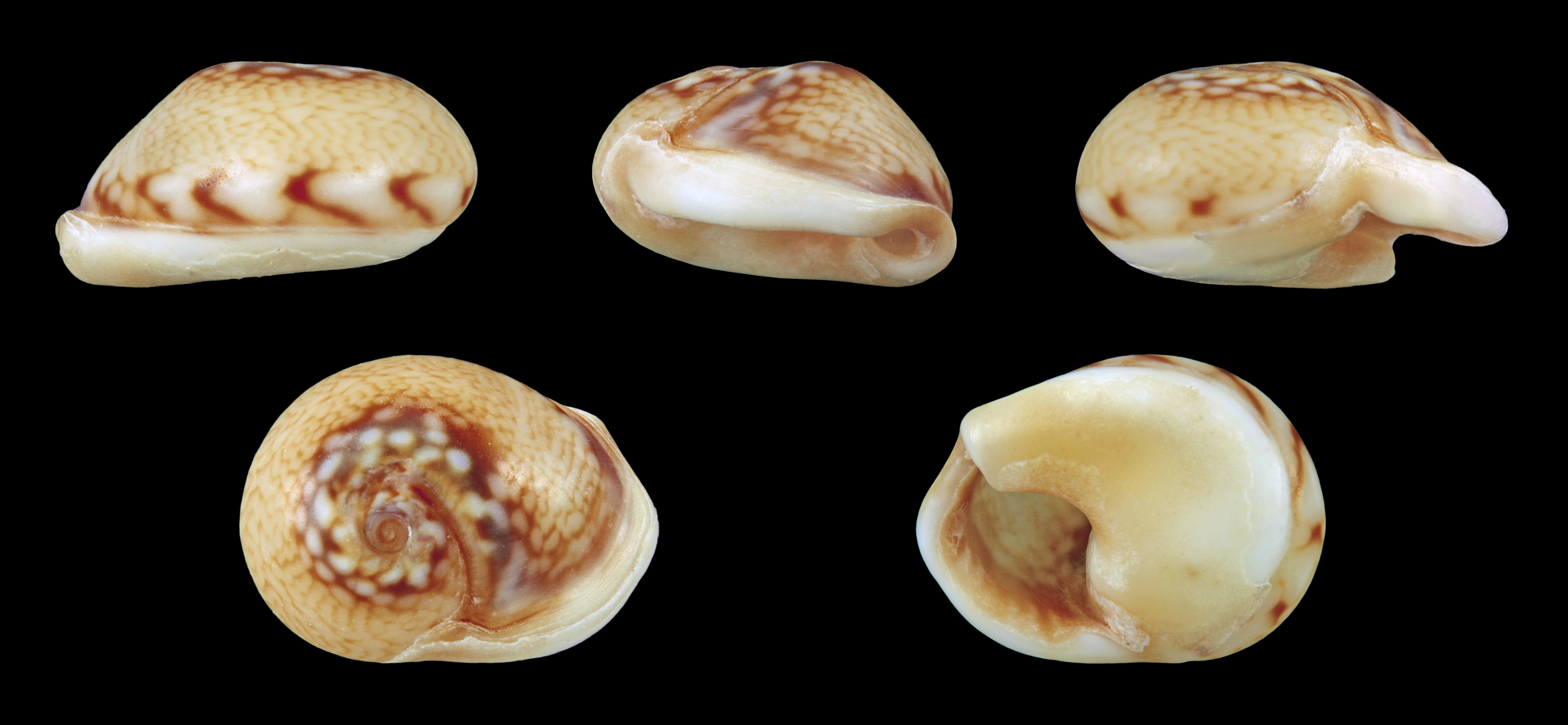
Tritia neritea
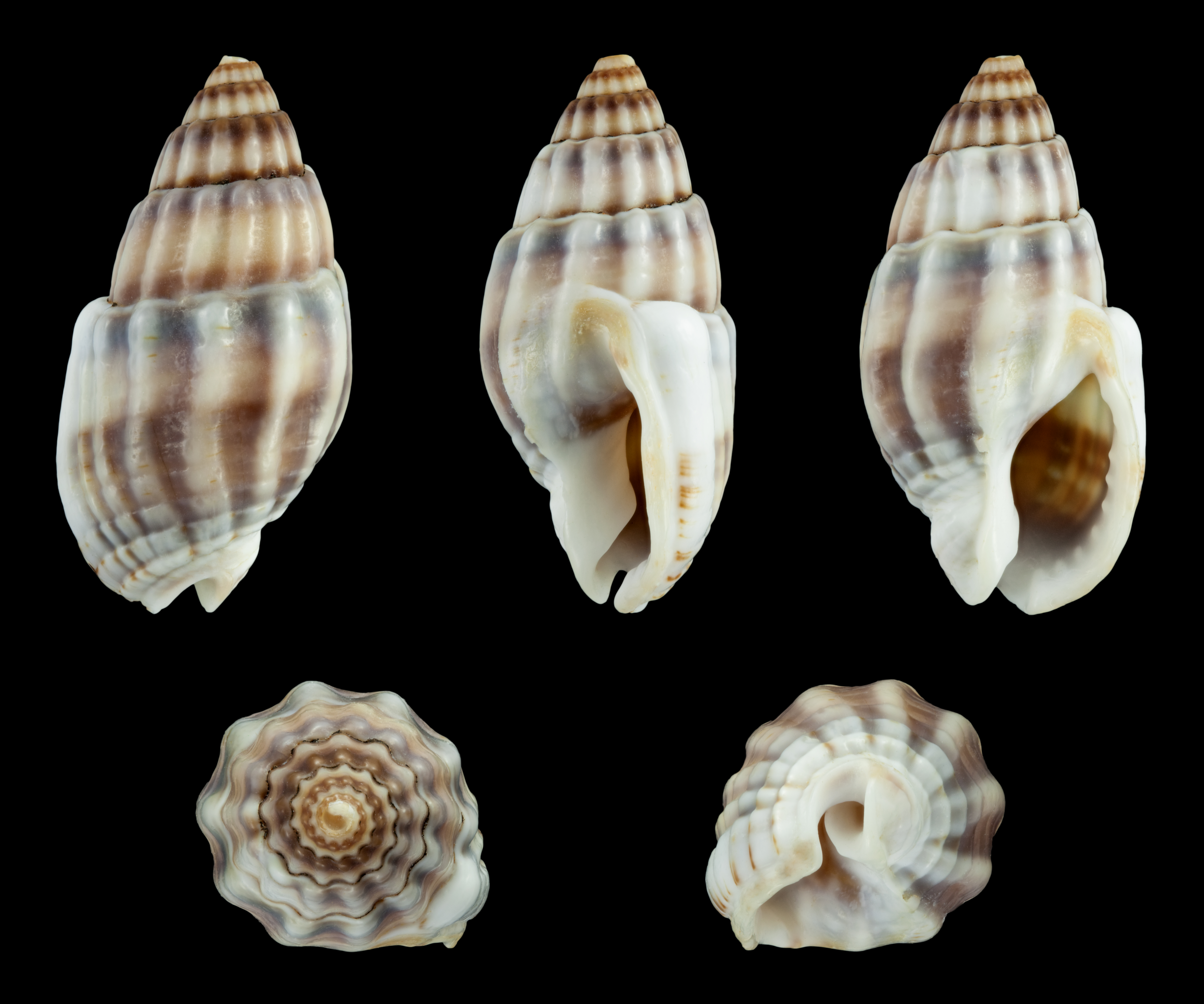
Tritia nitida
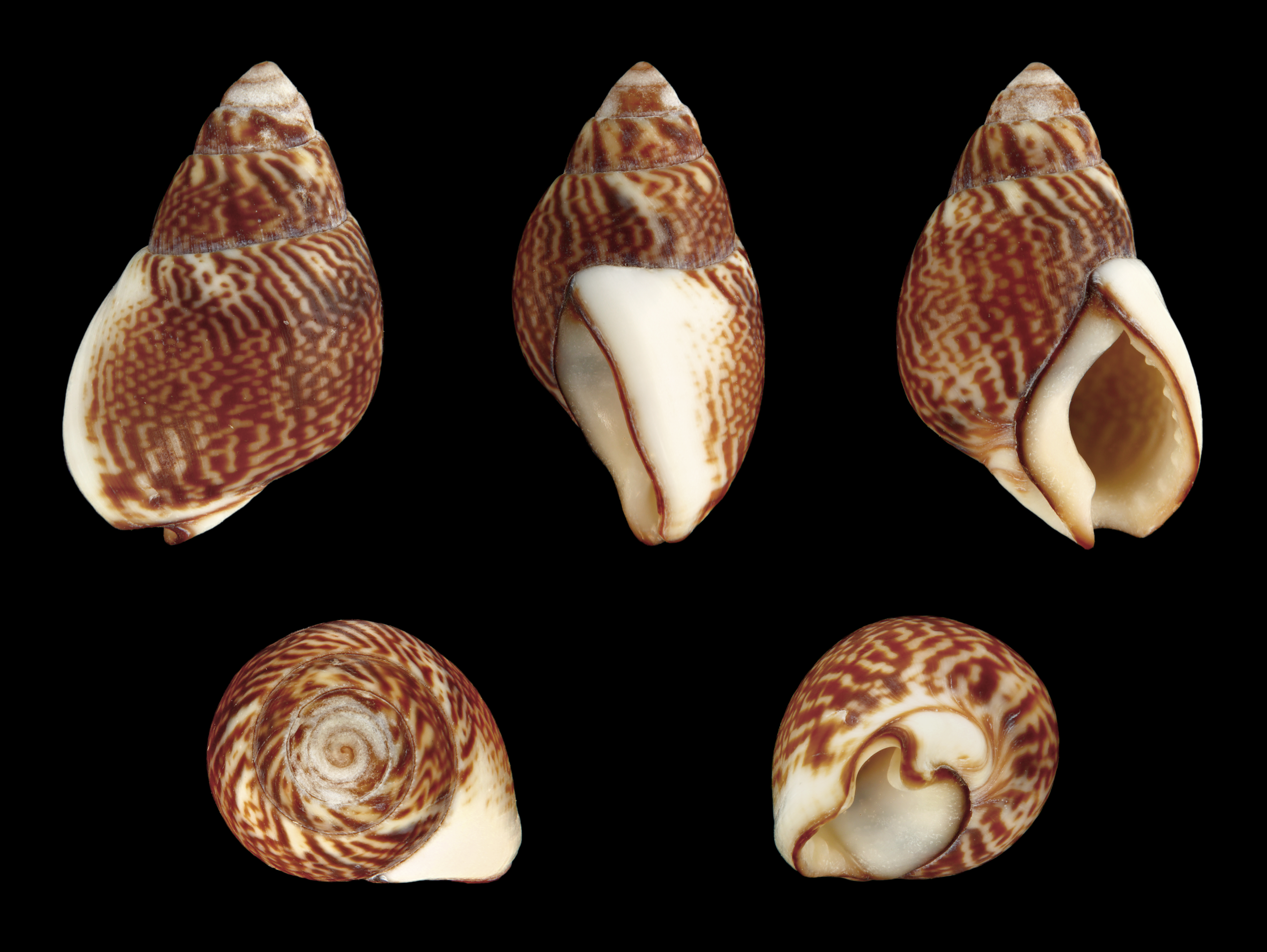
Tritia pfeifferi
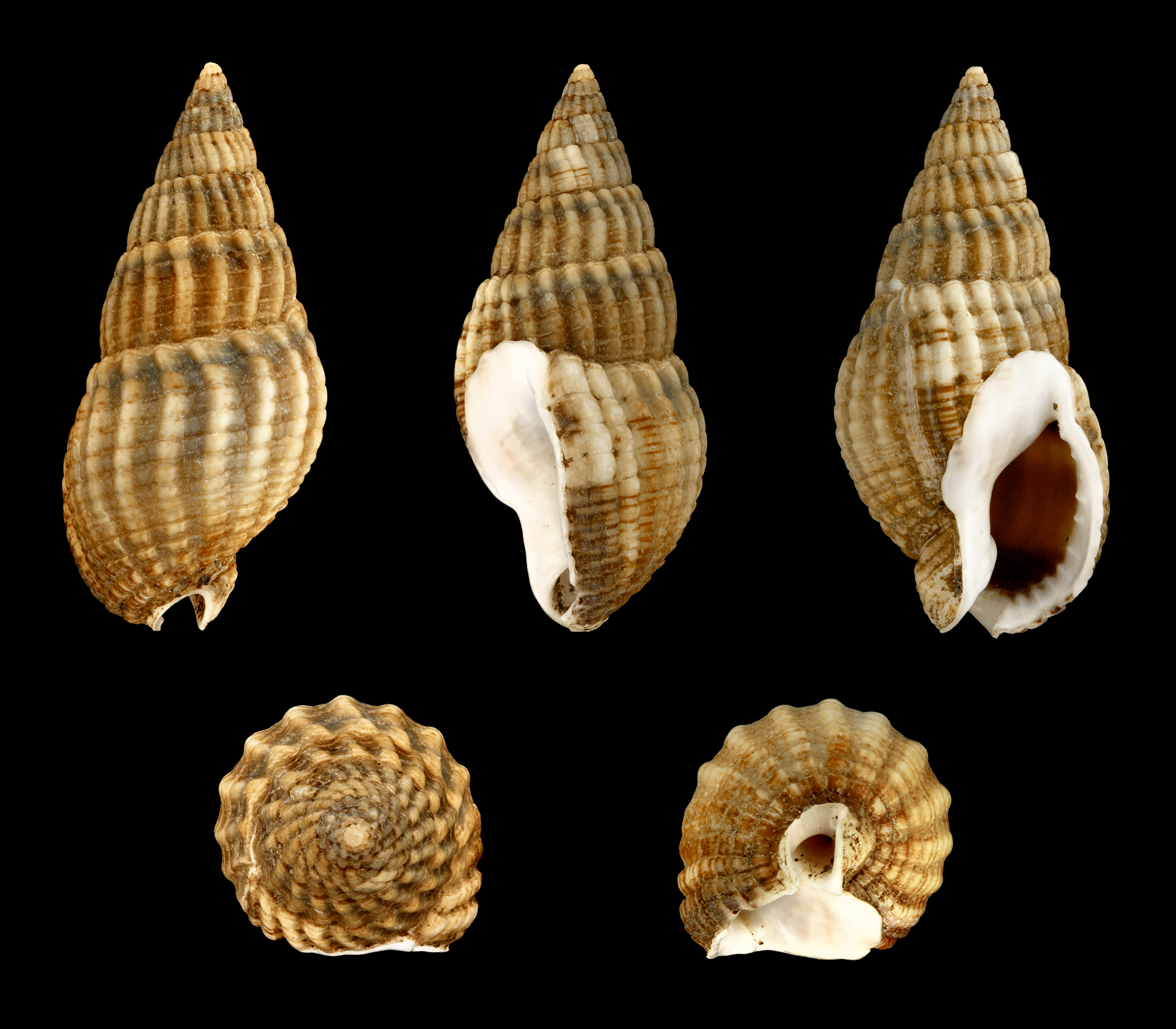
Tritia reticulata
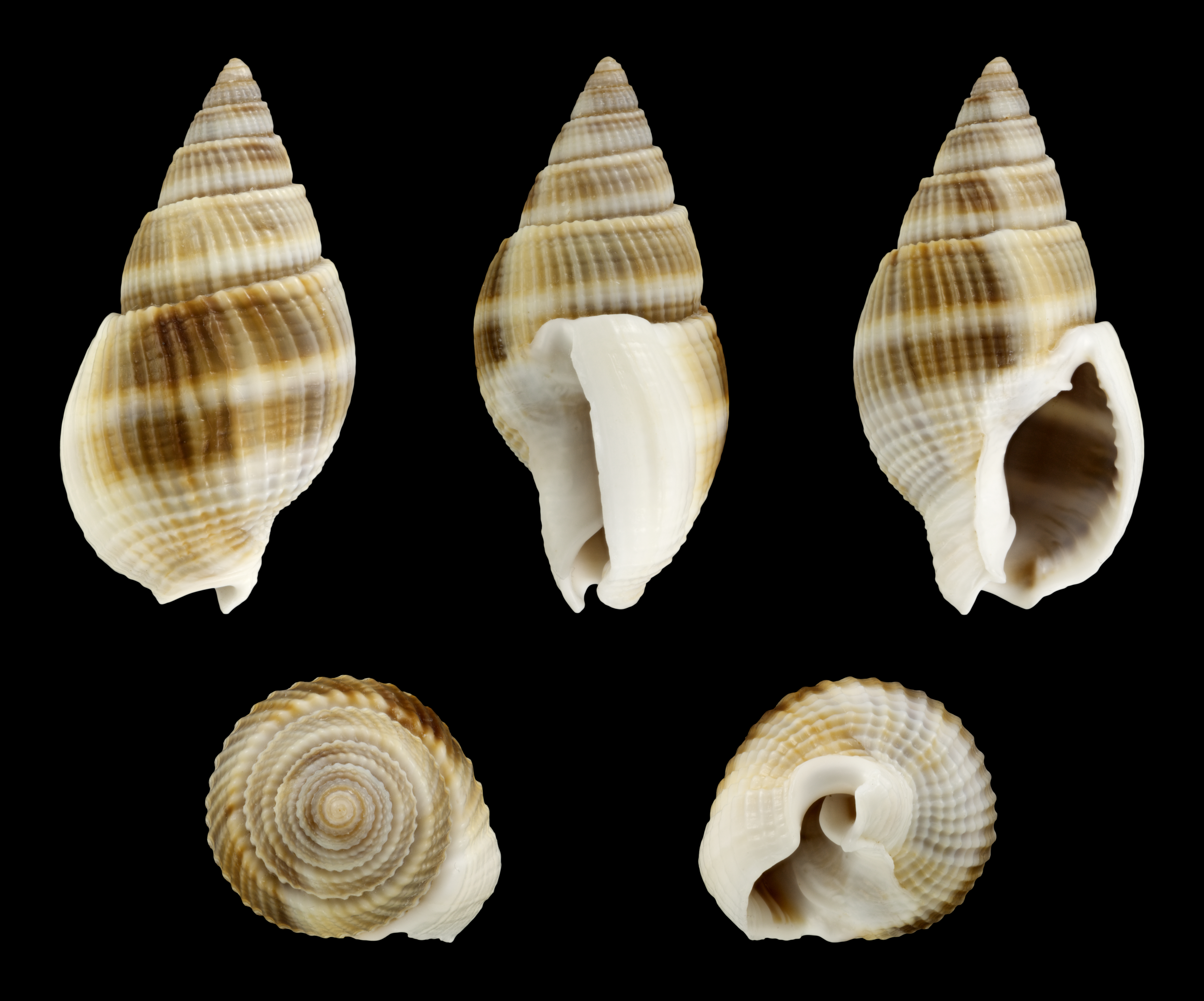
Tritia siquijorensis
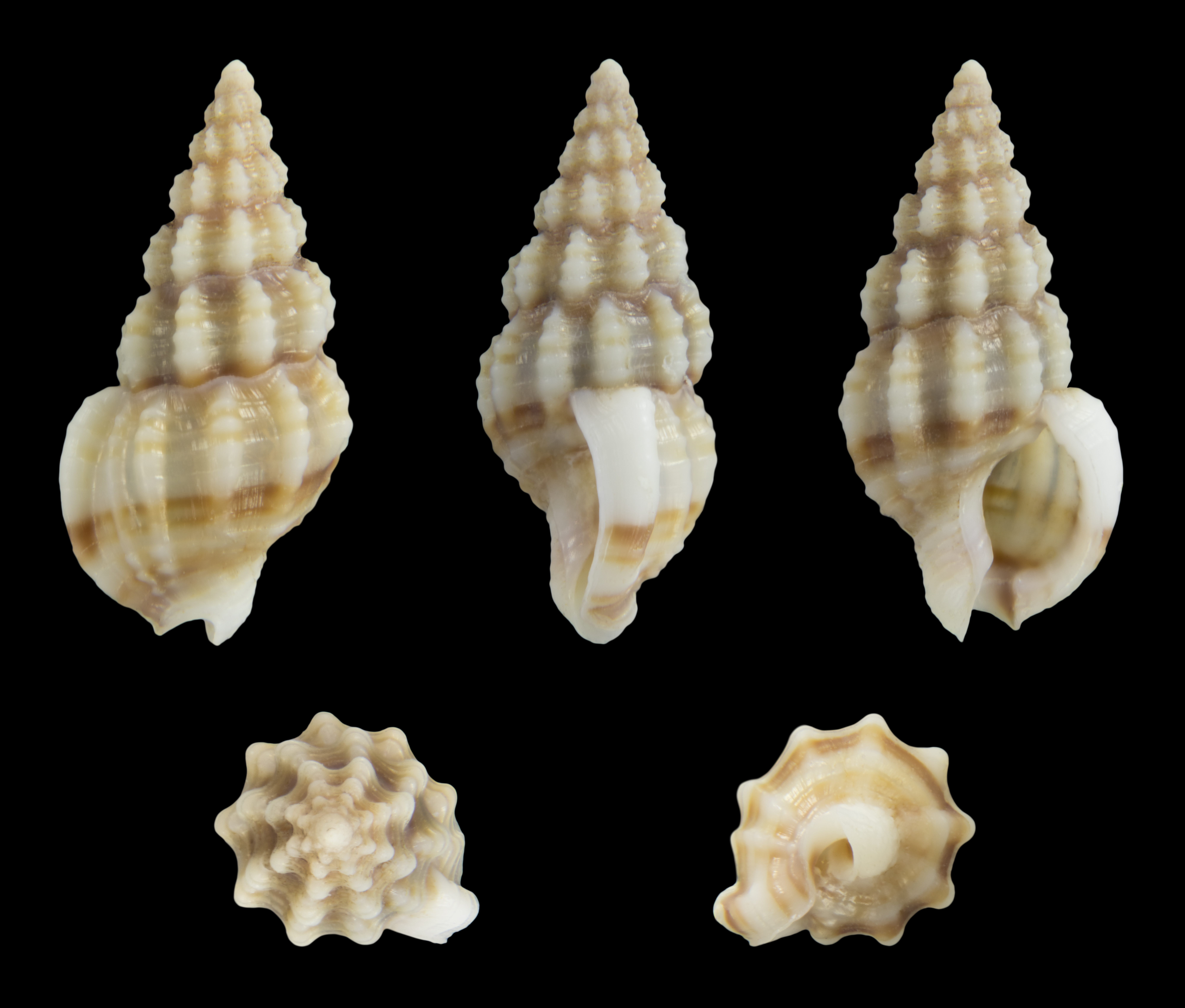
Tritia vaucheri